# Manipulación fascial
Manipulación Fascial es una técnica de terapia manual desarrollada por el fisioterapeuta italiano Luigi Stecco en la década de 1980, cuyo objetivo es evaluar y tratar la disfunción fascial global mediante la restauración del movimiento/deslizamiento normal del sistema.
El método se basa en un modelo biomecánico que pone énfasis en el importante papel de la fascia, particularmente la fascia muscular profunda en el tratamiento de trastornos musculoesqueléticos y disfunciones de órganos internos. El sistema fascial consta de un continuo tridimensional de tejidos conectivos laxo y fibrosos densos, que contienen colágeno que se expande por todo el cuerpo.

## Historia
En la década de 1980, Stecco centró su investigación fascial en el tratamiento del dolor recurrente, el dolor que no podía aliviarse con otros tratamientos y el tiempo de recuperación de la lesión. Desarrolló una técnica manual de tejidos blandos destinada a tratar la disfunción miofascial y, en consecuencia, la enfermedad musculoesquelética. Llamó a la técnica Manipulación Fascial. Continuó enfocando su investigación en el método durante las próximas cuatro décadas. Posteriormente, avanzó con la colaboración de sus hijos, Antonio Stecco de la New York University School of Medicine y Carla Stecco de la Universidad de Padua.
Stecco ha escrito numerosos libros sobre Manipulación Fascial a lo largo de su carrera. La idea fue acuñada por primera vez por él en un folleto de 1988 donde destacó las similitudes entre las secuencias miofasciales y los canales de energía, conocidos como meridianos, lo que ayuda a identificar las regiones dolorosas con respecto a los puntos que se van a tratar. Seguido de esto, presentó sus hallazgos sobre la unidad Neuro-myofascial en el Primer Simposio Internacional sobre Dolor Miofascial y Fibromialgia. Publicó su primer libro en 1990 titulado Pain and Myo-Fascial Sequences que describía las secuencias miofasciales y el dolor reflejado a través de la fascia. La clave de los puntos de fusión, las diagonales y los patrones de movimiento se abordaron en el libro de 2002, Manipulación fascial para el dolor musculoesquelético. Posteriormente, formuló un manual práctico del Método Stecco con Carla Stecco, y escribió el manual práctico para órganos internos que se centró en la disfunción interna, que se publicó en 2007.

## Base conceptual
Stecco considera el sistema miofascial como un continuo 3D y cree que la fascia profunda que consta de capas de tejido conectivo que cubren y están junto a los músculos de todo el cuerpo, es esencial para la coordinación, la unión y la conexión de la red miofascial. Este sistema está relacionado con propioceptores y mecanorreceptores que reportan información al sistema nervioso central. Un receptor importante en los músculos se conoce como el huso muscular que reside en la fascia. Para funcionar correctamente, los receptores deben poder estirarse. La Manipulación Fascial trabaja para restaurar la función de estos receptores.
El papel propioceptivo del sistema fascial también se ha testeado evaluando las características anatómicas de los retináculos del tobillo. En un estudio de investigación de 2010, se reveló que el retináculo (un engrosamiento de la fascia) contiene propioceptores que controlan el movimiento del pie y el tobillo. Este estudio destacó la evidencia morfológica del sistema fascial actuando como una unidad integradora en el control periférico de la movilidad articular.
Los tejidos blandos del cuerpo humano están cubiertos por capas de fascia que, debido a traumatismos, cirugías, malas posturas a lo largo del tiempo y uso excesivo se densifican creando restricciones locales o globales. Se ha analizado la acumulación de hialuronato (HA) y el papel de HA en el sistema musculoesquelético con un enfoque particular en la fascia. Una de las principales funciones de HA es actuar como lubricante. En el sistema muscular, está presente en el tejido conectivo laxo que se encuentra entre el músculo y la fascia, lo que permite el movimiento normal. Debido a una lesión, la tensión prolongada de las moléculas de HA puede agregarse aumentando su viscosidad e irritando las terminaciones nerviosas libres. La base de la Manipulación Fascial es el reconocimiento de puntos fasciales particulares localizados que son causantes de movimiento restringido. La recuperación del movimiento se logra mediante la manipulación adecuada de los puntos fasciales específicos densificados debido a las moléculas fragmentadas de HA.
Este método establece que se crea una tensión no identificada una vez que se ve afectado el deslizamiento normal entre las capas de fibras endofasciales y los planos interfasciales. La alteración de los aferentes propioceptivos conduce a movimientos no fisiológicos en las articulaciones, que provocan inflamación y dolor. La Manipulación Fascial postula que la fascia muscular profunda no solo coordina diferentes segmentos del cuerpo, sino que también organiza unidades motoras unidireccionales para crear unidades miofasciales. El modelo biomecánico de FM está respaldado por la evidencia de numerosos estudios anatómicos e histológicos que examinan el papel de la fascia en los trastornos musculoesqueléticos. FM tiene como objetivo apuntar a la fascia profunda, como la fascia aponeurótica, el epimisio y el retinaculo. Weiss y Kalichman señalaron en un estudio de investigación de 2021 que evaluó el papel potencial de la fascia y revelaron que la fascia profunda podría servir como punto de referencia del dolor para numerosos síndromes de dolor.

## Técnica
Stecco ha marcado los puntos críticos en la fascia profunda a través de investigaciones sobre disecciones de cadáveres en los últimos años con la colaboración de Carla Stecco y Antonio Stecco. La técnica de este método se enfoca en crear fricción manual en la fascia muscular profunda localizada específica que a menudo se encuentra lejos del sitio del dolor.
Para la Manipulación Fascial, se toma un historial completo del caso, que incluye especialmente lesiones y cirugías pasadas. La historia se considera crucial para determinar si el área dolorosa es la causa del dolor o si el área dolorosa está compensando una situación previa, es decir, una lesión anterior en el tobillo que causa dolor en la rodilla o la cadera. A continuación, la prueba de movimiento se utiliza para ayudar a determinar los rangos de movimiento dolorosos y para ayudar a decidir sobre el plano fascial específico que requiere tratamiento. La decisión final en cuanto al sitio de tratamiento se basa principalmente en la palpación de los puntos meridianos de acupuntura fascial densa donde se encuentran la mayoría de los receptores.
La Manipulación Fascial se enfoca en puntos fasciales conocidos como centros de coordinación (CC's) que ayudan a controlar los husos musculares que regulan el movimiento unidireccional a lo largo de secuencias y centros de fusión (CF's) que regulan movimientos más complejos de diagonales y espirales. Fascial Manipulation argumenta que la acumulación de falta de cizallamiento dentro de los CC y los CF puede afectar negativamente la función de los músculos, los ligamentos y las articulaciones, incluidas las condiciones funcionales viscerales. Una vez que se alivia la rigidez y se logra un deslizamiento adecuado entre las capas de la fascia y los tejidos circundantes, se observa una reducción del dolor y una eventual curación.

## Eficacia
Los estudios sobre el método de Manipulación Fascial (FM) proporcionan un significado estadístico y clínico de esta técnica sobre la inestabilidad articular, el dolor esquelético y muscular que surge de la función anormal de la fascia. En un estudio piloto inicial que caracterizó las implicaciones clínicas de aplicar la técnica de manipulación fascial para el tratamiento del dolor musculoesquelético, se indicó a partir de un estudio que constaba de 28 sujetos con dolor braquial posterior crónico que la técnica de manipulación fascial podría conducir a una reducción efectiva del dolor crónico. Posteriormente, también se realizó una revisión sistemática de estudios de investigación de 2005 a 2019 que siguieron el modelo de Manipulación Fascial (FM) de Stecco, y se indicó que se informaron mejoras significativas que sugieren la efectividad de FM para mejorar el dolor en los sujetos del estudio.
Los efectos del método FM para el tratamiento de los desgarros del manguito rotador también se ha evaluado en pacientes que han sufrido un accidente cerebrovascular. Se demostró que los mecanorreceptores de la fascia profunda se activan con el movimiento. Sin embargo, el aumento del hialuronato (HA) provoca un aumento de la viscosidad de la fascia profunda, lo que inhibe el deslizamiento de la fascia y evita la función muscular normal.
También se midió la eficacia del método de manipulación fascial (FM) para el tratamiento del síndrome del túnel carpiano en comparación con el tratamiento con terapia con láser de bajo nivel (LLLT). El método FM se caracterizó como una alternativa válida a LLT ya que los sujetos que recibieron FM informaron una percepción reducida del dolor, incluso después de un seguimiento de tres meses.
Un estudio de investigación que evaluó el dolor posquirúrgico se centró en el efecto de la manipulación fascial para el dolor de rodilla persistente después de la reparación del ligamento cruzado anterior (LCA) y del menisco. En un paciente masculino de 32 años, se midieron mejoras clínicamente significativas en los seguimientos a los tres, seis, doce y veinticuatro meses. En otro ensayo controlado aleatorizado que constaba de pacientes con una artroplastia total de cadera, se empleó la manipulación fascial como terapia de atención posquirúrgica y se comparó con la atención estándar. Se demostró que, con solo dos sesiones de Manipulación Fascial, se midieron mejoras significativas en la reducción del dolor y una mayor capacidad muscular. También se demostró que es un enfoque eficaz, seguro y rentable para reducir el dolor facial, y ha demostrado una mejora en la fuerza muscular y la funcionalidad motora.
Un ensayo controlado aleatorizado simple ciego temprano mostró que la manipulación fascial (FM) notificó mejoras significativas, tanto desde un punto de vista clínico como estadístico, en comparación con la fisioterapia habitual sola para el tratamiento del dolor lumbar inespecífico crónico (CALBP).